# Isba (Haus)

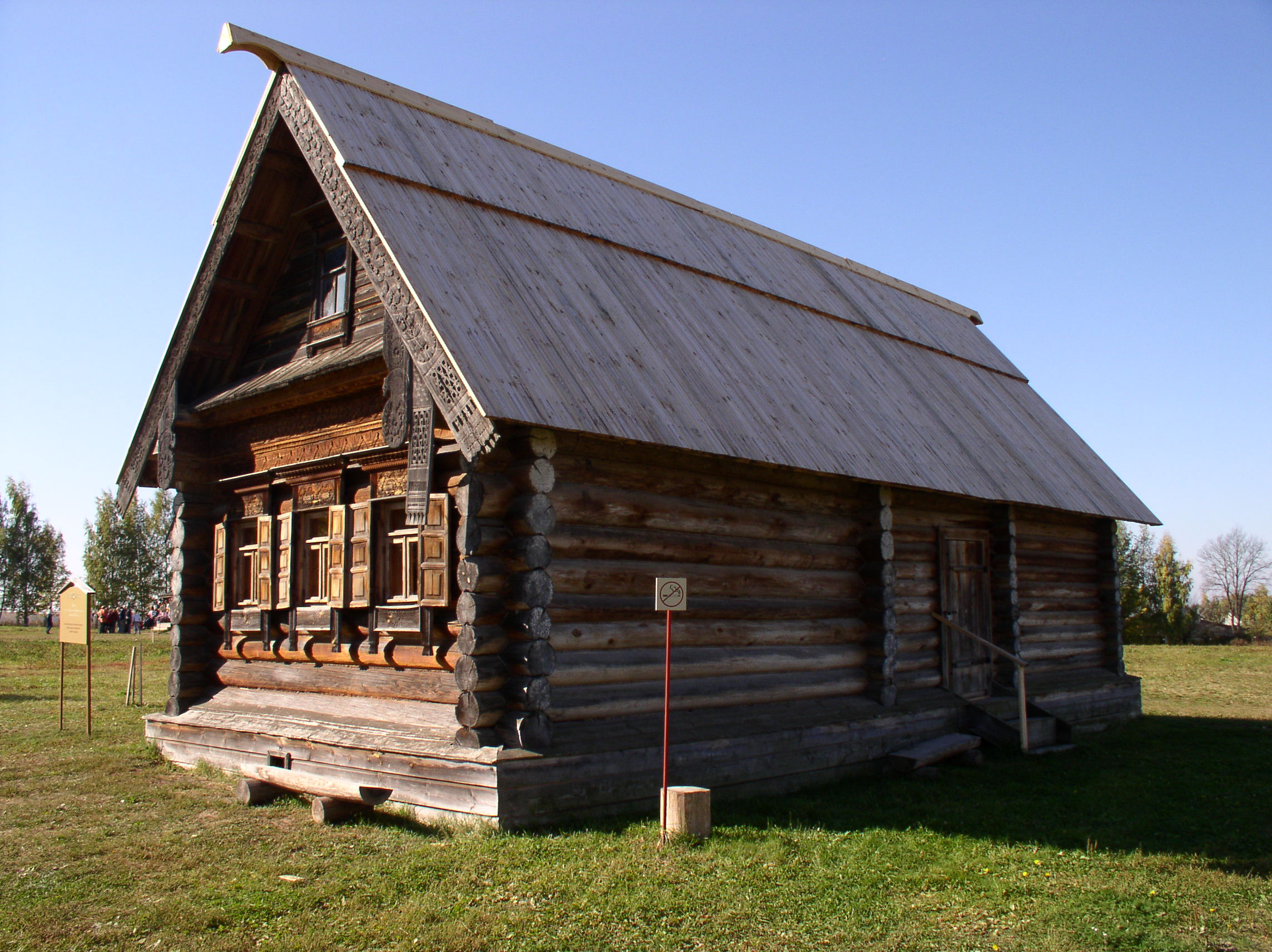
Isba im Museum für Holzarchitektur und Bauernleben in Susdal

Eine Isba ist ein traditionelles russisches Blockhaus in ländlichen Gebieten. Der Begriff stammt aus dem Altrussischen und bezeichnete ursprünglich einen beheizten Raum.
Isbas wurden meist aus Nadelbaumstämmen errichtet und folgten einem standardisierten Schema, das jedoch je nach Region variiert. Das zentrale Element des Innenlebens war in allen Gebieten der Ofen. Im Norden und in Zentralrussland gab es einen Keller, im Süden meist nicht; dort bestand der Boden aus Erde. Das Dach bestand in den nordrussischen Regionen aus Holz, in Südrussland war Stroh das Baumaterial. Ansonsten bestanden die Hütten fast ausschließlich aus Holz, meist wurden auch keine Nägel verwendet, da Metall recht teuer war. Die Außenwände wurden mit verschiedenen Schnitzereien dekoriert, die die Handwerkskünste des Besitzers unter Beweis stellten.

## Galerie

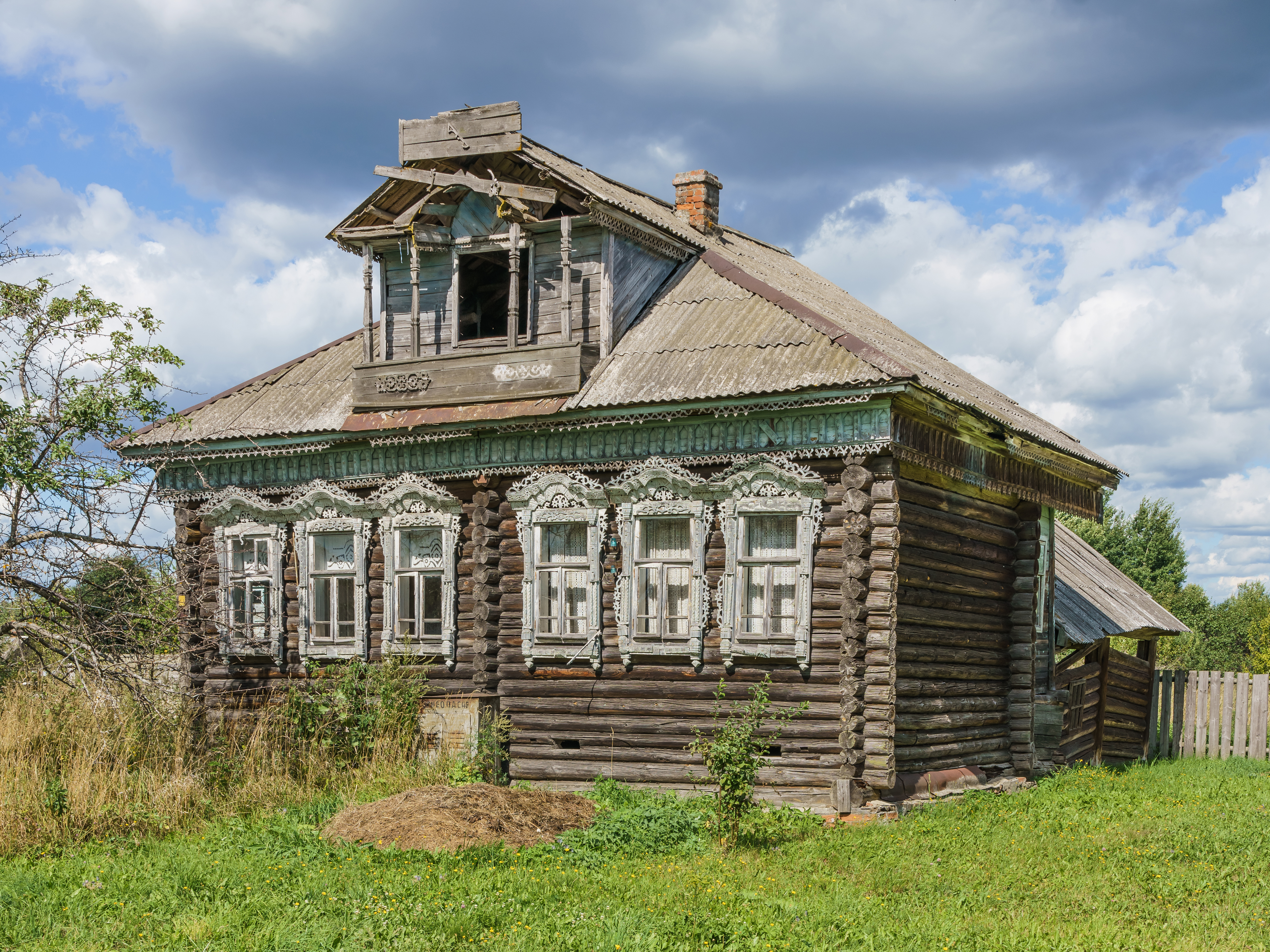
Isba in Meljoschino (Oblast Iwanowo)
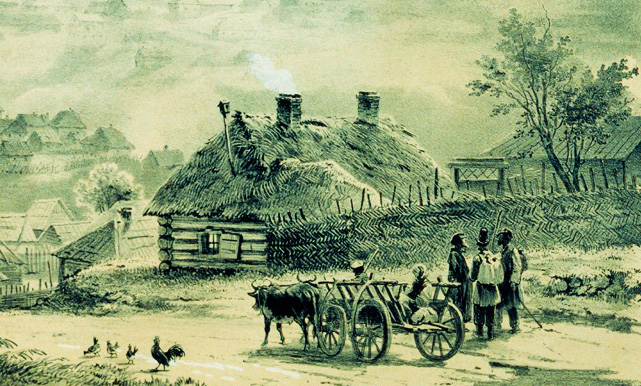
Bauernhütte im Süden Russlands bei Woronesch, gut zu erkennen ist das im Süden übliche Strohdach
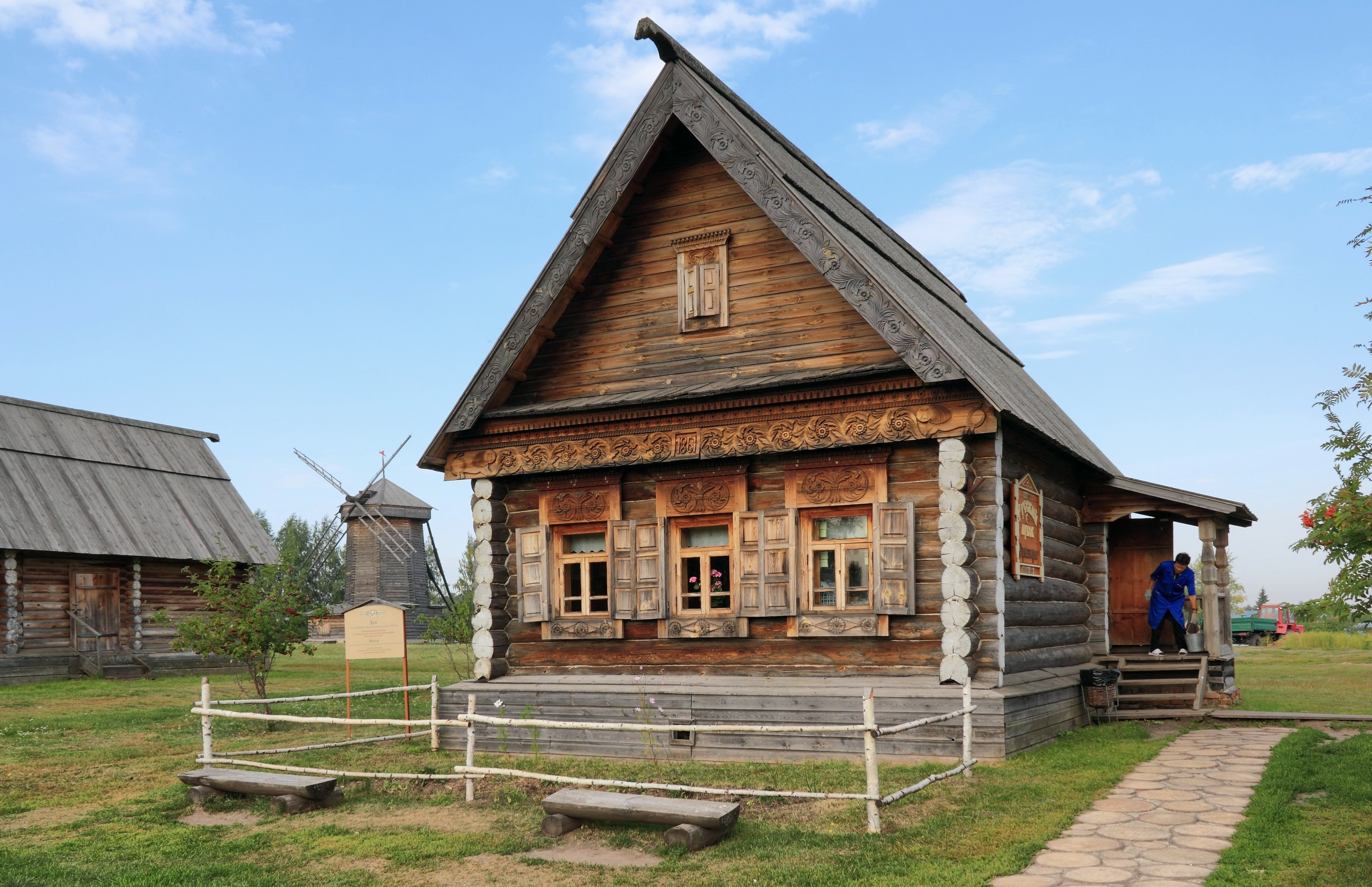
Isba im Museum für Holzarchitektur und Bauernleben in Susdal
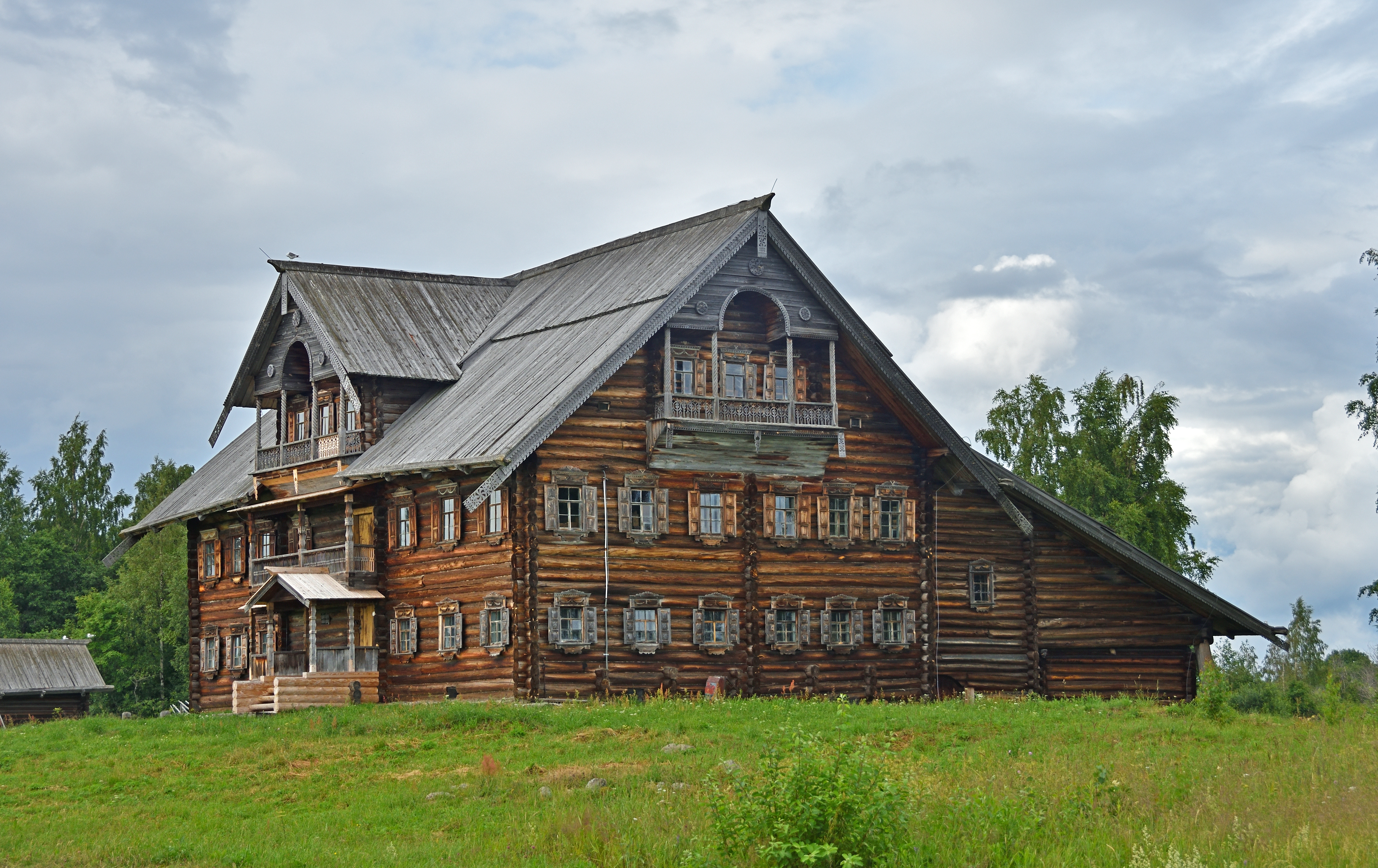
Großes Haus in Karelien
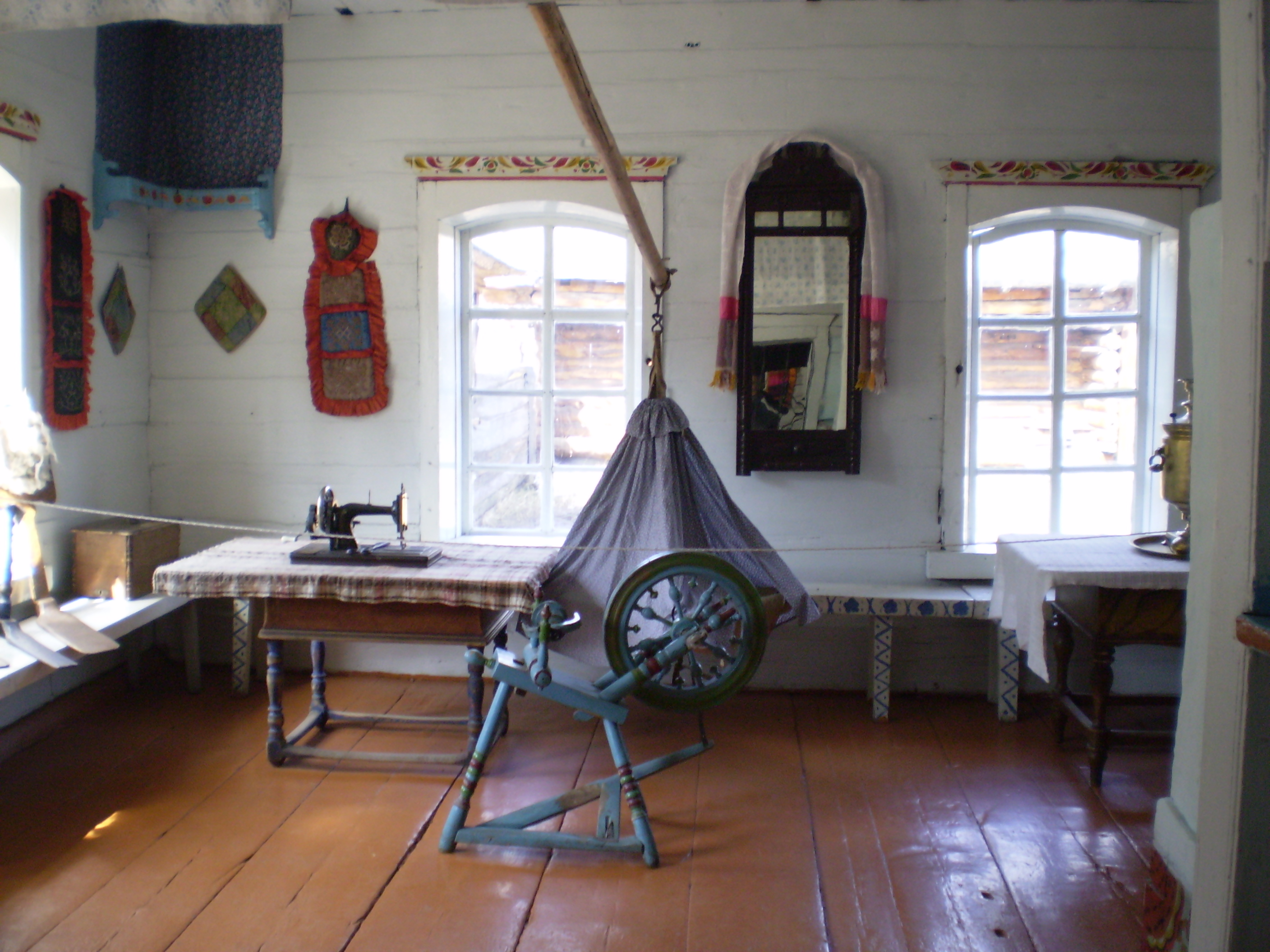
Innenleben einer Isba